# New York Film Critics Circle Award al miglior film
Il New York Film Critics Circle Award al miglior film (New York Film Critics Circle Award for Best Picture) è un premio assegnato annualmente dal 1935 dai membri del New York Film Critics Circle al miglior film ad una pellicola cinematografica distribuita negli Stati Uniti nel corso dell'anno.

## Albo d'oro

### Anni 1930
- 1935: Il traditore (The Informer), regia di John Ford
- 1936: È arrivata la felicità (Mr. Deeds Goes to Town), regia di Frank Capra
- 1937: Emilio Zola (The Life of Emile Zola), regia di William Dieterle
- 1938: La cittadella (The Citadel), regia di King Vidor
- 1939: La voce nella tempesta (Wuthering Heights), regia di William Wyler

### Anni 1940
- 1940: Furore (The Grapes of Wrath), regia di John Ford
- 1941: Il sergente York (Sergeant York), regia di Howard Hawks
- 1942: Eroi del mare (In Which We Serve), regia di Noël Coward e David Lean
- 1943: Quando il giorno verrà (Watch on the Rhine), regia di Herman Shumlin
- 1944: La mia via (Going My Way), regia di Leo McCarey
- 1945: Giorni perduti (The Lost Weekend), regia di Billy Wilder
- 1946: I migliori anni della nostra vita (The Best Years of Our Lives), regia di William Wyler
- 1947: Barriera invisibile (Gentleman's Agreement), regia di Elia Kazan
- 1948: Il tesoro della Sierra Madre (The Treasure of the Sierra Madre), regia di John Huston
- 1949: Tutti gli uomini del re (All the King's Men), regia di Robert Rossen

### Anni 1950
- 1950: Eva contro Eva (All About Eve), regia di Joseph L. Mankiewicz
- 1951: Un tram che si chiama Desiderio (A Streetcar named Desire), regia di Elia Kazan
- 1952: Mezzogiorno di fuoco (High Noon), regia di Fred Zinnemann
- 1953: Da qui all'eternità (From Here to Eternity), regia di Fred Zinnemann
- 1954: Fronte del porto (On the Waterfront), regia di Elia Kazan
- 1955: Marty, vita di un timido (Marty), regia di Delbert Mann
- 1956: Il giro del mondo in 80 giorni (Around the World in 80 Days), regia di Michael Anderson
- 1957: Il ponte sul fiume Kwai (The Bridge on the River Kwai), regia di David Lean
- 1958: La parete di fango (The Defiant Ones), regia di Stanley Kramer
- 1959: Ben-Hur, regia di William Wyler

### Anni 1960
- 1960:
  - L'appartamento (The Apartment), regia di Billy Wilder
  - Figli e amanti (Sons and Lovers), regia di Jack Cardiff
- 1961: West Side Story, regia di Jerome Robbins e Robert Wise
- 1962: cerimonia annullata
- 1963: Tom Jones, regia di Tony Richardson
- 1964: My Fair Lady, regia di George Cukor
- 1965: Darling, regia di John Schlesinger
- 1966: Un uomo per tutte le stagioni (A Man for All Seasons), regia di Fred Zinnemann
- 1967: La calda notte dell'ispettore Tibbs (In the Heat of the Night), regia di Norman Jewison
- 1968: Il leone d'inverno (The Lion in Winter), regia di Anthony Harvey
- 1969: Z - L'orgia del potere (Z), regia di Costa-Gavras

### Anni 1970
- 1970: Cinque pezzi facili (Five Easy Pieces), regia di Bob Rafelson
- 1971: Arancia meccanica (A Clockwork Orange), regia di Stanley Kubrick
- 1972: Sussurri e grida (Viskningar och rop), regia di Ingmar Bergman
- 1973: Effetto notte (La Nuit américaine), regia di François Truffaut
- 1974: Amarcord, regia di Federico Fellini
- 1975: Nashville, regia di Robert Altman
- 1976: Tutti gli uomini del presidente (All the President's Men), regia di Alan J. Pakula
- 1977: Io e Annie (Annie Hall), regia di Woody Allen
- 1978: Il cacciatore (The Deer Hunter), regia di Michael Cimino
- 1979: Kramer contro Kramer (Kramer vs. Kramer), regia di Robert Benton

### Anni 1980
- 1980: Gente comune (Ordinary People), regia di Robert Redford
- 1981: Reds, regia di Warren Beatty
- 1982: Gandhi, regia di Richard Attenborough
- 1983: Voglia di tenerezza (Terms of Endearment), regia di James L. Brooks
- 1984: Passaggio in India (A Passage to India), regia di David Lean
- 1985: L'onore dei Prizzi (Prizzi's Honor), regia di John Huston
- 1986: Hannah e le sue sorelle (Hannah and Her Sisters), regia di Woody Allen
- 1987: Dentro la notizia - Broadcast News (Broadcast News), regia di James L. Brooks
- 1988: Turista per caso (The Accidental Tourist) , regia di Lawrence Kasdan
- 1989: Il mio piede sinistro (My Left Foot: The Story of Christy Brown), regia di Jim Sheridan

### Anni 1990
- 1990: Quei bravi ragazzi (Goodfellas), regia di Martin Scorsese
- 1991: Il silenzio degli innocenti (The Silence of the Lambs), regia di Jonathan Demme
- 1992: I protagonisti (The Player), regia di Robert Altman
- 1993: Schindler's List - La lista di Schindler (Schindler's List), regia di Steven Spielberg
- 1994: Quiz Show, regia di Robert Redford
- 1995: Via da Las Vegas (Leaving Las Vegas), regia di Mike Figgis
- 1996: Fargo, regia di Joel Coen
- 1997: L.A. Confidential, regia di Curtis Hanson
- 1998: Salvate il soldato Ryan (Saving Private Ryan), regia di Steven Spielberg
- 1999: Topsy-Turvy - Sotto-sopra (Topsy-Turvy), regia di Mike Leigh

### Anni 2000
- 2000: Traffic, regia di Steven Soderbergh
- 2001: Mulholland Drive (Mulholland Dr.), regia di David Lynch
- 2002: Lontano dal paradiso (Far from Heaven), regia di Todd Haynes
- 2003: Il Signore degli Anelli - Il ritorno del re (The Lord of the Rings: The Return of the King), regia di Peter Jackson
- 2004: Sideways - In viaggio con Jack (Sideways), regia di Alexander Payne
- 2005: I segreti di Brokeback Mountain (Brokeback Mountain), regia di Ang Lee
- 2006: United 93, regia di Paul Greengrass
- 2007: Non è un paese per vecchi (No Country for Old Men) , regia di Joel ed Ethan Coen
- 2008: Milk, regia di Gus Van Sant
- 2009: The Hurt Locker, regia di Kathryn Bigelow

### Anni 2010
- 2010: The Social Network, regia di David Fincher
- 2011: The Artist, regia di Michel Hazanavicius
- 2012: Zero Dark Thirty, regia di Kathryn Bigelow
- 2013: American Hustle - L'apparenza inganna (American Hustle), regia di David O. Russell
- 2014: Boyhood, regia di Richard Linklater
- 2015: Carol, regia di Todd Haynes
- 2016: La La Land, regia di Damien Chazelle
- 2017: Lady Bird, regia di Greta Gerwig
- 2018: Roma, regia di Alfonso Cuarón
- 2019: The Irishman, regia di Martin Scorsese

### Anni 2020
- 2020: First Cow, regia di Kelly Reichardt
- 2021: Drive My Car (Doraibu mai kā), regia di Ryūsuke Hamaguchi[2]
- 2022: Tár, regia di Todd Field[3]
- 2023: Killers of the Flower Moon, regia di Martin Scorsese[4]
- 2024: The Brutalist, regia di Brady Corbet[5]